# Ю А Ин
Ю А Ин (кор. 엄홍식?, 嚴弘植?; род. 6 октября 1986, Тэгу, Республика Корея) — южнокорейский актёр, креативный директор и галерист. Он известен тем, что играет разнообразный спектр ролей как на телевидении, так и в кино, где часто изображает динамичных персонажей, демонстрирующих значительный личностный рост. Является лауреатом различных наград, включая Азиатскую кинопремию, премию Cheval Noir Международного кинофестиваля Fantasia, три премии «Голубой дракон» и две премии «Пэксан». Он наиболее известен своими главными ролями в фильме о взрослении «Удар» (2011), мелодраме «Тайный роман» (2014), боевике-блокбастере «Ветеран» (2015), исторической драме «Садо» (2015), историческом телесериале «Шесть взлетающих драконов» (2015-2016) , психологическом детективном драматическом триллере «Пылающий» (2018), фильме о зомби «#живой» (2020), криминальном инди-фильме «Голос тишины» (2020) и сериале Netflix в жанре тёмного фэнтези «Зов ада» (2021).
За роль Ли Чон Су в «Пылающем» Ю получил признание критиков во всём мире, в том числе был признан The New York Times «Лучшим актёром 2018 года», что сделало его единственным азиатом и первым корейским актёром в этом списке.
Помимо работы в кино, Ю занимается общественной и артистической деятельностью. Он также известен своими политическими и социальными высказываниями в социальных сетях. В 2016 году он занял второе место в списке Forbes Korea Power Celebrity.

## Ранняя жизнь и образование
Ю А Ин, настоящее имя которого Ом Хон Сик, родился в Тэгу на юго-востоке Республики Кореи и был самым младшим из троих детей. На первом году обучения в средней школе искусств Кёнбук, специализирующейся на изобразительном искусстве, Ю был обнаружен агентом по кастингу на улице перед школой. Он поехал в Сеул один и начал жить самостоятельно. Ю был зачислен в Сеульскую среднюю школу искусств, но вскоре бросил её, чтобы продолжить свою деятельность в сфере телевещания. Позже Ю А Ин поступил в университеты Данкук и Конкук. Перед дебютом он был признан K-Pop айдолом и обучен пению.

## Карьера

### 2003–2005: Начало карьеры и перерыв
Используя сценическое имя Ю А Ин, он дебютировал в телевизионной рекламе в 2003 году. Его первый менеджмент хотел придумать для него привлекательный сценический псевдоним, который соответствовал бы образу айдола, потому что имя Ум Хон Сик считалось слишком тяжеловесным и старомодным. Затем он выбрал Ю А Ин, «А Ин», взятое из немецкого слова, означающего «один».
Затем, после прослушивания, Ю получил роль в подростковом сериале «На острие», сыграв роль студента-модель, специализирующегося на живописи. После выхода сериала в эфир Ю приобрел популярность и получил роли в романтической драме «Апрельский поцелуй» и одноактной драме «Ши Ын и Су Ха». Ю также снимался в различных рекламных роликах, включая школьную форму и молодежную одежду.

Однако после этого Ю взял перерыв в актерской карьере и исчез из поля зрения. По словам Ю, он стал актером без каких-либо предварительных знаний об актерском мастерстве и индустрии развлечений. Сначала он был в восторге от почестей и популярности своей профессии, но затем пришел в замешательство по поводу того, действительно ли это было тем, чего он хотел в жизни. Ю почувствовал необходимость взять паузу, чтобы поразмыслить о том, чего он хочет для себя, вместо того чтобы угождать другим, и какой путь в качестве актера он хотел бы избрать в будущем. Потратив время на самоанализ, он обнаружил свою страсть к серьезной актерской игре. Ю вспоминает о начале своей карьеры:
Во время «На острие» я понятия не имел, что со мной происходит, и не знал, как с этим бороться, поэтому популярность не казалась мне моей. Теперь я могу справиться с этим лучше. После «На острие», помню, я подумал, что не должен колебаться и падать духом в ситуации, в которую меня загнали, и что я должен твердо сделать шаг вперед и ждать.

### 2006–2009: Дебют в кино
Возобновив свою актерскую карьеру, Ю снялся в малобюджетном независимом фильме «Парни завтрашнего дня», сыграв роль молодого человека Чон Дэ, который носит на себе психологические шрамы от травмирующего несчастного случая в детстве. Премьера фильма состоялась на Международном кинофестивале в Пусане в октябре 2006 года, а в 2007 году он был номинирован на премию «Золотой леопард» на Международном кинофестивале в Локарно.. Он сказал о смысле своего первого фильма: «Если я нарисовал картину карьеры актера, то этот фильм должен быть вписан в эту картину.». Режиссер Но Дон Сок познакомился с Ю, когда не мог определиться, хотя уже встречался с несколькими актерами, заинтересованными в роли Чон Дэ. Но решил взять Ю на роль через пять минут после знакомства с ним, сказав: «Я не могу забыть первые пять минут, когда я встретил Ю на прослушивании. Когда я спрашивал других актеров о характере Чон Дэ, они обычно отвечали: „Я думаю, он будет что-то носить, у него будет какая-то прическа и какой-то характер“. Но он долго смотрел в окно и вдруг произнес одно слово, как будто слегка поперхнулся: „Это печально“. В тот момент я подумал: „Чон Дэ - это он“». Во время пресс-конференции, посвященной фильму, Но сказал: «В отличие от его привлекательной внешности, он был полон неистовой энергии. Когда я слышу слово „молодость“, я думаю о Ю А Ине. Настоящим главным героем этого фильма, я думаю, является [не Чон Дэ, а] Ю А Ин». Но также вспомнил о прослушивании Ю в интервью, сказав: «Я влюбился в Ю А Ин с первого взгляда. Конечно, у него также была привлекательная внешность. Но он сильно отличался от других актеров, с которыми я встречался во время кастинга. Ю А Ин нервничал, когда встретил меня. До того, как стать актером, он двадцать лет был самим собой в роли Ю А Ина.». Роль Ю в роли мальчика, который ищет пистолет, чтобы сбежать от разочаровывающей реальности, заслужила положительные отзывы, и он получил награду в категории «Лучший новый актёр» на церемонии вручения премии кинокритиков Пусана. Затем Ю снялся в черной комедии Чон Юн Чхоля «Семейные тайны Шимов», сыграв роль эксцентричного мальчика, который считает, что в предыдущие воплощении он был королем. Ю был номинирован на кинопремию «Голубой дракон».
В 2008 году Ю снялся в исторической дораме «Могучий Чхиль У», сыграв жестокого, но одинокого убийцу, усыновленного дворянином. Он получил признание критиков и зрителей за свою игру, несмотря на то, что это была первая историческая драма для него. Он также снялся в комедийно-драматическом фильме Мин Гю Дона «Кондитерская „Антик“», снятом по мотивам манги Есинаги Фуми. Для своей роли начинающего кондитера и бывшего боксера Ю брал уроки бокса и выпечки. Мин намеренно дал Ю длинные реплики в фильме, сказав, что Ю уже точно знал, как действовать с ритмом: «Независимо от того, насколько длинными были его реплики, всего одно предложение могло сказать вам, насколько хорош его ритм». И, «Большинство актеров-новичков ждут своей очереди в сценарии, а потом так нервничают, что путают свои первые реплики, и все остальное полностью разваливается, но Ю А Ин справился с этим одним взмахом ножа. Вот почему я намеренно давал ему длинные реплики. Он актер, чей талант наиболее очевиден в длинных и полных кадрах». Ю получил награду «Лучший новый актер» на церемонии Director's Cut Awards и стал одним из самых многообещающих актеров корейской киноиндустрии. В 2009 году он снялся в романтической драме «Убеждённый холостяк» в роли дерзкого ассистента, работающего в архитектурном бюро, изображающего светлую сторону двадцатилетия. Затем он снялся в фильме «Небо и море» в роли разносчика пиццы, который стремится сам зарабатывать себе на жизнь.

### 2010–2013: Рост популярности и прорыв

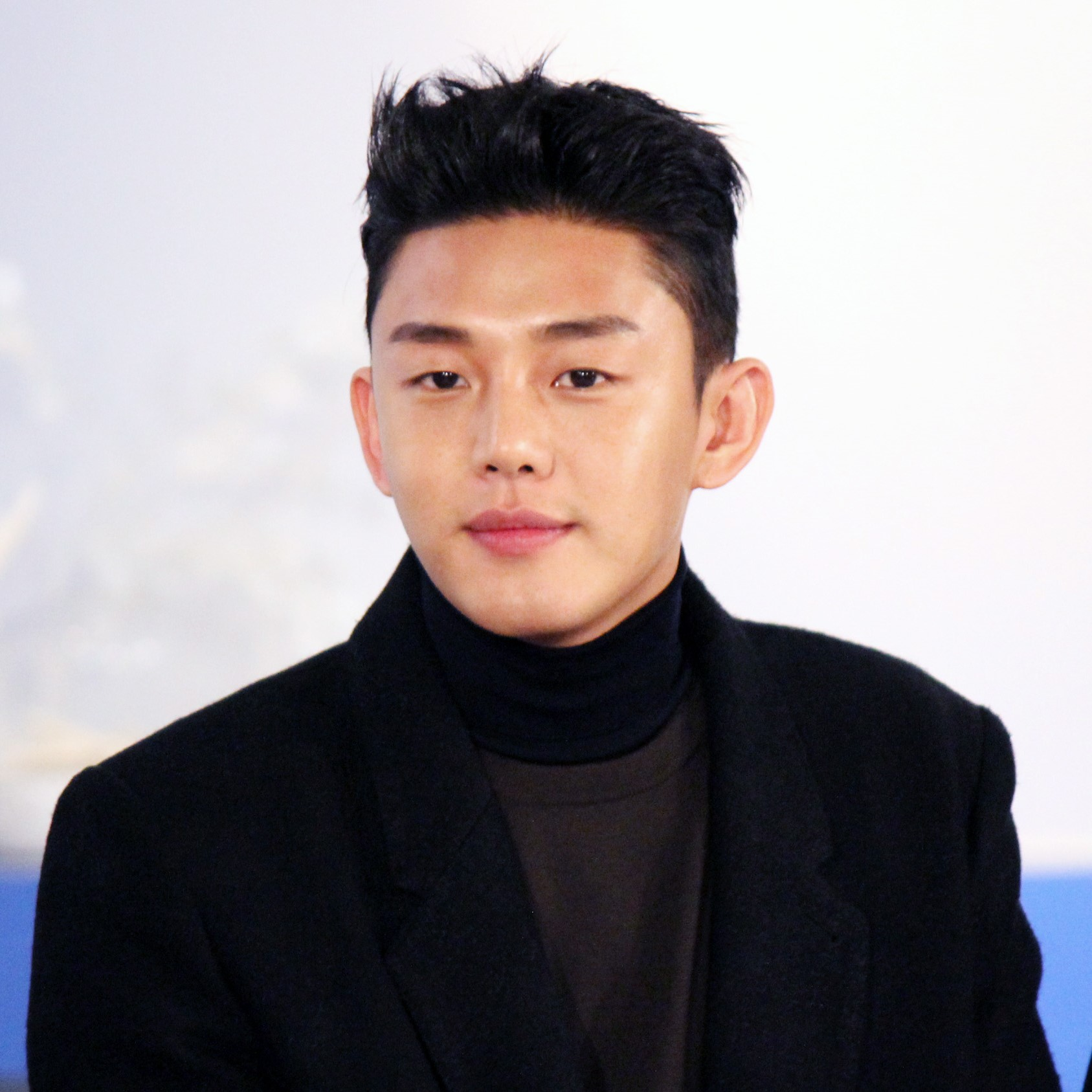
Ю А Ин на Международном кинофестивале в Пусане в октябре 2013 года

Известность Ю пришла к нему в 2010 году, когда он сыграл в дораме «Скандал в Сонгюнгване», снятой по мотивам одноименной книги. Ю стал известен благодаря популярности драмы. Он сыграл роль непредсказуемого человека, который подрабатывает тем, что раскрывает коррупцию богатых дворян. Популярность Ю позже получила название «Геол-о-аль-йи» (Geol-oh fever), придуманное в честь имени его персонажа. Сценаристка дорамы Ким Тхэ Хой сказала в своем интервью: «Самым очаровательным персонажем в книге был Геол-о, но я не думаю, что подхожу для изображения такого грубого мужского персонажа. Вот почему мой Геол-о более чувствителен и немногословен по сравнению с другими персонажами. В сочетании с дополнительной интерпретацией актера Ю А Ина, который оказался очень сентиментальным актером, Геол-о в драме стал кем-то совершенно иным, чем в оригинальной истории.».
В 2011 году он сыграл главную роль подростка двух рас в фильме о совершеннолетии «Удар», ставшем хитом у критиков и рекламы. Премьера фильма состоялась на Международном кинофестивале в Пусане в 2011 году, а также он получил приз «Хрустальный медведь» на Берлинском международном кинофестивале. Его коллега по фильму, актер-ветеран Ким Юн Сок похвалил его, сказав, что «В ближайшие 10 лет он станет одним из самых громких имен в корейском кинематографе». Ю был номинирован на премию Buil Film Awards, что стало его первой номинацией в категории «Лучшая мужская роль».
В следующем году Ю снялся в дораме «Король моды», взяв на себя роль преуспевающего, но одержимого успехом бизнесмена в сфере моды. Дорама рассказывает о любви и успехе молодых людей, но была плохо принята из-за слабого повествования и противоречивой концовки. Тем не менее, он описал свое участие в проекте как авантюрный и приносящий удовлетворение шаг, поскольку он смог сыграть персонажа с мирскими желаниями. Исполнил роль короля Сукчона в дораме 2013 года «Чан Ок Чон - жизнь ради любви», ревизионистский взгляд на печально известную королевскую наложницу Чан Хуэйбин. Ю назвал эту роль одной из самых сложных в своей карьере и получил положительные отзывы прессы за зрелое, харизматичное и многогранное изображение Сукчона. Затем он сыграл главного героя в фильме «Железный» о работнике пирса в Пусане, который ухаживает за своей матерью, страдающей деменцией и болезнью почек. Ю и его коллега по фильму «Железный» Чон Ю Ми позже снова сотрудничали в качестве актеров озвучивания в анимационном фильме «Первый спутник» и «Пятнистая корова».

### 2014–2017: Признание в кино и телевидении
В 2014 году Ю появился в необычной роли второго плана в фильме Ли Хана «Изящная ложь» (это была вторая экранизация Ли романа Ким Ре Рена после «Удара»). За этим последовала главная роль в кабельной мелодраме «Тайный роман», в которой Ю сыграл бедного пианиста-вундеркинда, влюбленного в свою женатую, гораздо более взрослую учительницу. Чтобы подготовиться к своей роли, Ю упражнялся на фортепиано и слушал классическую музыку. Дорама занимала первое место в рейтингах на протяжении всего своего показа и стала самой рейтинговой кабельной дорамой года. Из-за своей популярности Ю был прозван «кукмин енха-нам» – „молодой человек нации” (the nation's younger boyfriend). Ю получил позитивные отзывы в прессе за свое тонкое, трехмерное и страстное изображение гениального пианиста. 10 Asia похвалила: «„Тайный роман“ - поворотный момент в актерской карьере Ю А Ин. Благодаря ему роман выглядит таким неотразимым и конкретным, он заставляет зрителей сочувствовать его запретной любви и следовать за ним по пути, пока весь ад не разверзнется». И: «Сцена с его фортепианным концертом еще долго будет на устах и запомнится надолго».

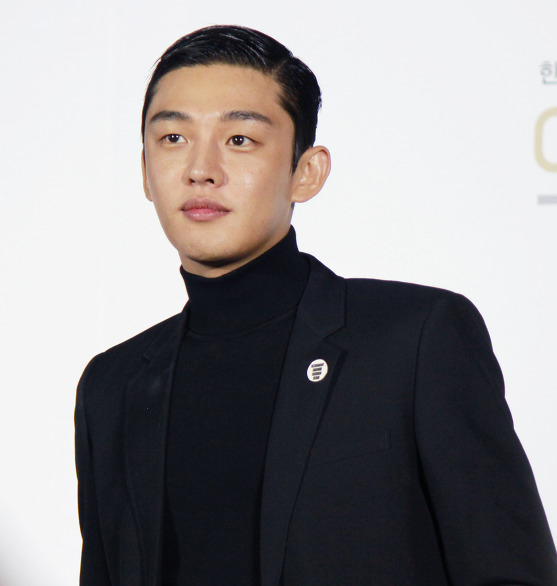
Ю на Международном кинофестивале в Пусане в октябре 2015 года

В 2015 году Ю снялся в двух самых кассовых фильмах. Он сыграл аморального молодого миллионера, который противостоит детективу в криминальном триллере/комедии Рю Сын Вана «Ветеран» с Хван Чжон Мином и Ю Хэ Чжином в главных ролях и трагично известного наследного принца Садо в исторической драме Ли Чжун Ика «Садо» вместе с Сон Кан Хо. «Ветеран» стал одним из самых кассовых фильмов в Южной Корее, а «Садо» был представлен Южной Кореей на премию «Оскар» за лучший фильм на иностранном языке. Рю Сын Ван описал персонажа Ю в «Ветеране» как «больше похожего на персонажей Джеймса Кэгни» и похвалил то, как Ю сыграл своего первого персонажа в роли безжалостного чеболя: «Он был более заинтересован и активен в выражении характера этого злодея. Мы скорее дополняли друг друга, чем один направлял другого». И еще: «То, что Ю А Ин похож на мальчика, сделало этого персонажа еще более особенным. Если вы посмотрите фильмы Джеймса Кэгни, в его персонажах есть эта детская сторона; у Ю А Ин ее нет, и именно это делает все еще более пугающим. Это то, чего не может сделать даже Ли Марвин». Ли Чжун Ик сказал, что он лично выбрал Ю и написал персонажа наследного принца Садо для Ю после просмотра «Удара»: «Когда я смотрел „Удар“, я уже видел сердце Садо в Ю А Ине. Он актер с такой большой неудовлетворенностью и тревогой, у которого внутри горит внутреннее пламя», и «Он показал сущность людей в возрасте 20 лет». За свои роли в фильмах« Ветеран» и «Садо» Ю получил награды за лучшую мужскую роль на влиятельных кинопремиях, включая «Голубой дракон», Korean Film Reporters Association Awards, Chunsa Film Art Awards и Golden Cinematography Awards. В том же году он был назван киноактером года по версии Gallup Korea и занял второе место в рейтинге Korea Power Celebrity 40 по версии Forbes.

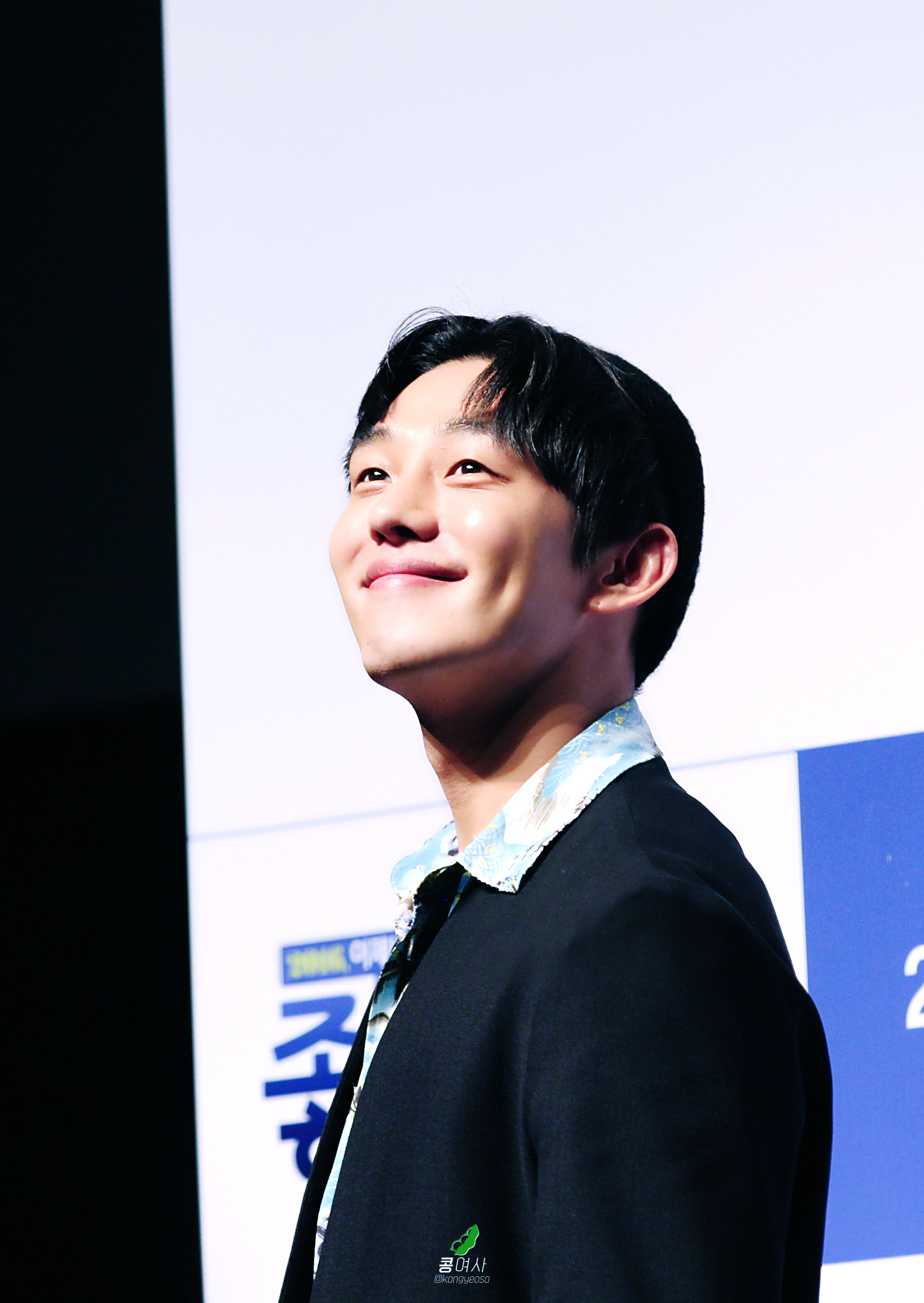
Ю на показе фильма «Лайкни меня» в феврале 2016 года

Затем Ю получил роль в исторической дораме «Шесть взлетающих драконов», где воссоединился с коллегой по фильму «Король моды» Син Сегён. Дорама занимала первое место в рейтингах на протяжении всего своего показа. Роль Ю амбициозного принца Тэджона из Чосона принесла ему награду «Лучшая мужская роль — телевидение» на церемонии вручения премии «Пэксан». Благодаря его успеху как в кино, так и на телевидении, развлекательные СМИ придумали в 2015 году название "Эра А-ин-ши-дэ" (Ah-in Era). В следующем году Ю сыграл звезду корейской волны в фильме «Лайкни меня», своей первой романтической комедии с момента его дебюта. Это также был его первый фильм, снятый женщиной. Ю сказал о своем желании поработать над фильмом: «Я обсуждал тему феминизма с режиссером. Этот фильм изображает стереотипное восприятие женщин, которое глубоко укоренилось в корейском обществе. Когда мужчина высказывает свое мнение, его считают хладнокровным и уверенным в себе, но когда женщина делает то же самое, ее называют чрезмерно самоуверенной. Эта часть запала мне прямо в сердце.».
За свой вклад в искусство Ю получил благодарность премьер-министра на 7-й Корейской премии в области популярной культуры и искусств в октябре 2016 года. В 2017 году Ю снялся в фэнтезийно-романтической драме «Чикагская печатная машинка». Он играл двойные роли современного известного романиста и лидера группы сопротивления во время японской оккупации Кореи в 1930-е годы.

### 2018–наст.время: Международное признание и активизм

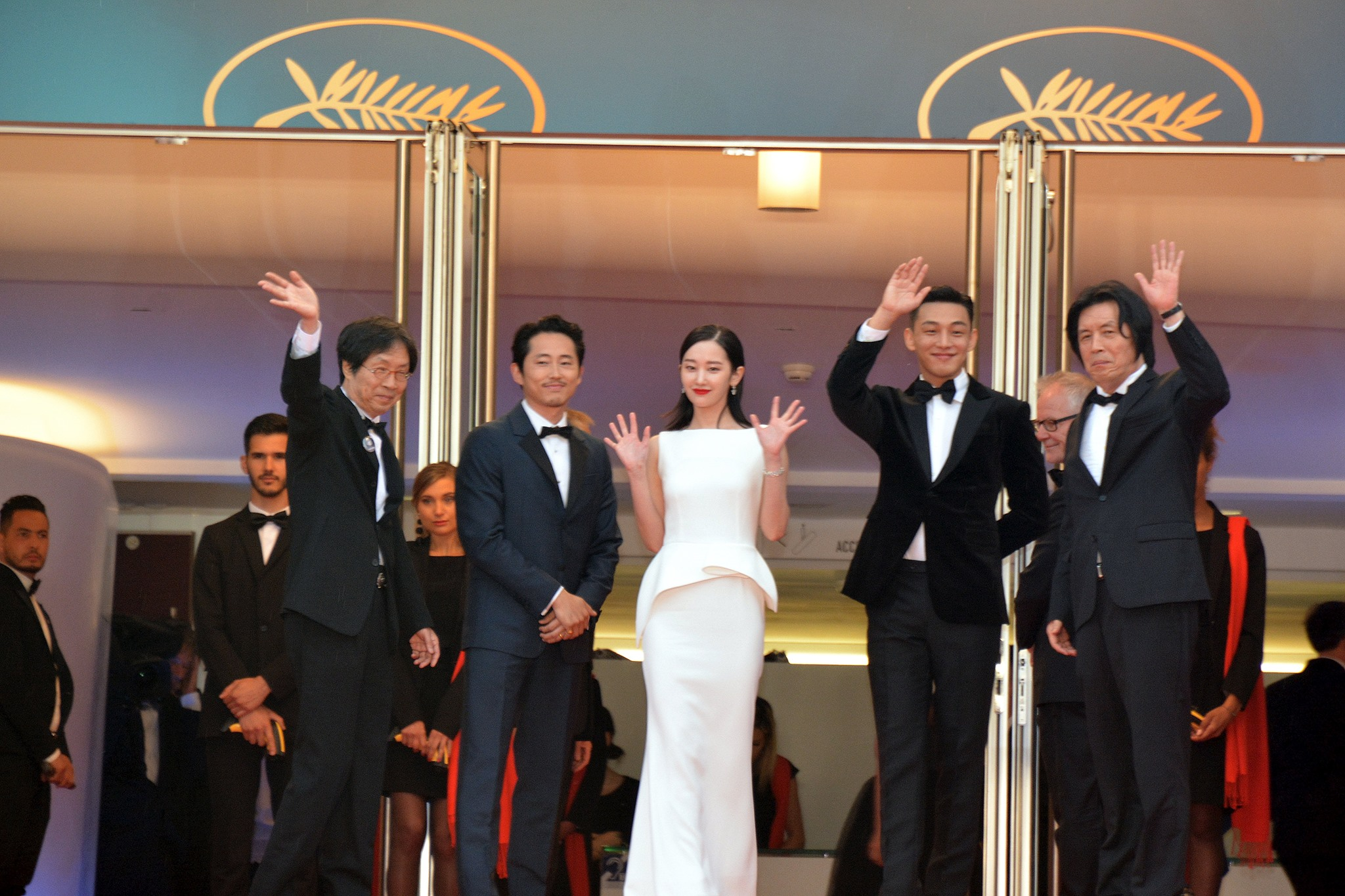
Ю (второй справа) на премьере фильма «Пылающий» на Каннском кинофестивале в мае 2018 года

В 2018 году Ю снялся в фильме Ли Чхан Дона «Пылающий» вместе со Стивеном Ёном, сыграв чистого и чувствительного молодого человека по имени Чон Су, который пытается разгадать тайну, окружающую женщину, которую он любит. Ли объяснил причину, по которой он выбрал Ю: «Ю А Ин - один из самых известных корейских актеров в этой возрастной группе, и он известен тем, что умеет ставить эмоционально насыщенные спектакли. В отличие от этого, Чон Су - такой пассивный и застенчивый персонаж, который не показывает своих эмоций и никак не реагирует, поэтому я подумал, что этому актеру было бы действительно интересно сыграть эту роль.». Затем Ли похвалил его, «Никто другой не смог бы воплотить характер Чон Су так, как это сделал он. Ю А Ин незаменим в этой роли, он способен передать большие нюансы и чувствительность».
Премьера фильма «Пылающий» состоялась на Каннском кинофестивале, где Ю прошелся по красной дорожке. Фильм был выбран в качестве южнокорейской номинации на лучший фильм на иностранном языке на 91-й церемонии вручения премии «Оскар». и стал первым корейским фильмом, попавшим в окончательный шорт-лист премии «Оскар» из девяти фильмов за лучший фильм на иностранном языке.
Игра Ю получило высокую оценку. Джастин Чанг из Los Angeles Times сказал в интервью NPR: «Ю А Ину, как исполнителю главной мужской роли, в некотором смысле досталась самая сложная задача. Но он достигает почти подземных глубин чувств». Джессика Кианг из The Playlist написала: «Чон Су в исполнении Ю А Ина - это само воплощение тихих вод, которые глубоки и темны и скрывают неизвестно что в своих темных глубинах. Только безупречно сыгранная роль могла бы сделать разрушительный, но в то же время амбивалентный и загадочный финал фильма таким удачным, как здесь». Пирс Конран из ScreenAnarchy написал: «Еще более впечатляющим является Ю А Ин, который наиболее известен на Западе благодаря роли мерзкого сынка главы корпорации, который играет злодея в фильме «Ветеран» Рю Сын Вана. Как никогда, Ю воплощает чувство растерянности, которое в конечном итоге превращается в страх в исполнении, которое не позволяет нам с легкостью судить о его характере. Намерения Чон Су на протяжении всей истории могут показаться невинными, но в сочетании с упоминаниями о кастрации и его робкой физической форме, Ю создает необычайно убедительную главную роль». Тим Грирсон из Screen Daily написал: «Ю А Ин замечателен в роли неэффективного, замкнутого главного героя «Пылающего»: он идеально подходит для великого трактата Ли о непреложном факте, что никто из нас по-настоящему не понимает никого и ничего». За его роль в «Пылающем» The New York Times наградила его, включил Ю в свой список «Лучших актеров 2018 года», что делает его единственным азиатом, попавшим в список, и первым корейским актером, сделавшим это.
В ноябре 2018 года Ю снялся в фильме о кризисе «Дефолт», взяв на себя роль Юн Чжон Хака, который сделал ставку на кризис после ухода из компании по ценным бумагам и предсказания национального банкротства. Этот персонаж произвел впечатление, что «отличается от молодежи, которую Ю А Ин представляла раньше», как, «человек, который олицетворяет желания обычных людей» и «человек, который охватывает перекресток старшего и младшего поколений в трехмерном пространстве». Ю сказал, что хотел быть «медиумом, способным понять два поколения одновременно», и он снялся в фильме с мыслями о том, «как принять устоявшуюся систему» и «в какую эпоху мы сейчас живем». Он также сказал, что причины, по которым он принял участие в этом фильме, заключались в том, что в фильме рассматривалась история с «вежливым подходом», и было интересно, что женский персонаж сталкивается с серьезным кризисом в стране и пытается его разрешить. В ответ коллега по фильму Ким Хе Су описала Ю как «актера, у которого здоровый разум» и поблагодарила его за решение сняться в фильме, сказав, что понимание смысла фильма и участие в главной роли в этом фильме - возможный выбор, потому что он – Ю А Ин.
В январе 2019 года Ю был отмечен журналом Forbes как звезда, на которую стоит обратить внимание. Затем он стал ведущим, соавтором сценария и сопродюсером 12 серий специального ток-шоу «Do-ol Ah-in Going All Directions» с философом Do-ol  Ким Ен Оком, транслировавшегося на канале KBS1 с 5 января по 23 марта 2019 года. Его первая попытка стать ведущим ток-шоу получила положительные отзывы в прессе, в которых отмечалось, «он единственный актер, который когда-либо пытался создать такую платформу для общения», «честно выражал свои убеждения по различным темам, включая дискриминацию по гендерному признаку», «он напрямую общался с аудиторией с освежающей откровенностью», и «Открытый диалог Ю А Ина и Do-ol помог сократить разрыв между поколениями». 3 апреля 2019 года Ю и Do-ol  были приглашены принять участие в праздновании 71-й годовщины восстания на острове Чеджудо, где они зачитали декларацию мира и «71-ю резолюцию Чеджудо» перед более чем десятью тысячами зрителей. Ю сказал в своей речи: «К моему стыду, я почти ничего не знал о восстании на Чеджудо. Я не знал, как это назвать и почему мы не должны были об этом знать [...] Узнав о восстании, я понял, что это исторический момент, который мы все никогда не должны забывать, и что мы должны продолжать обсуждать и делать проблему актуальной». И еще: «Я не мог себе представить, как преступники могли продолжать жить своей жизнью после того, что они сделали. Я бы никогда не подумал, что жертвы и семьи, понесшие тяжелую утрату, переживают годы скорби, и что остров Чеджудо несет на себе эти невероятные раны в своей истории».

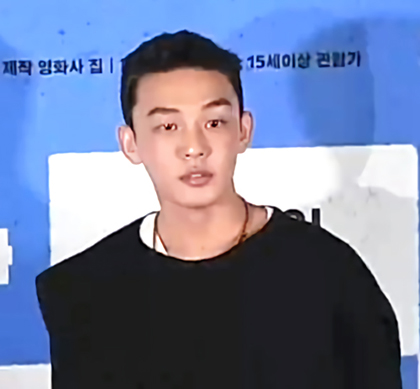
Ю на пресс-конференции для «#живой» в 2020 году

В 2020 году Ю снялся в зомби-триллере «#живой» в роли выжившего О Джун У по оригинальному сценарию голливудского сценариста Мэтта Нейлора. Премьера фильма состоялась 24 июня 2020 года, и он стал первым фильмом, который собрал более 1 миллиона просмотров с февраля 2020 года, предшествовавшего вспышке из-за COVID-19 в Южной Корее. В сентябре 2020 года «#живой» стал первым корейским фильмом, возглавившим мировой чарт фильмов Netflix. К концу 2020 года он стал одним из самых популярных в мире на Netflix.
В октябре 2020 года Ю снялся в малобюджетном независимом фильме «Голос тишины» в роли персонажа-мутанта без единой реплики на протяжении всего фильма, режиссером и сценаристом которого стала новая женщина-режиссер Хон Ын Чжон, основанном на ее сценарии, который был выбран в качестве одного из 12 лучших проектов на Венецианской биеннале College-Cinema 2016/2017. Режиссер Хон Ын Чжон рассказала о кастинге: «Было нелегко снимать небольшой фильм, который вряд ли можно назвать коммерческим, но я отправила сценарий агенту Ю А Ина и была потрясена тем, что он откликнулся раньше, чем я ожидала.». Для своей роли немого уборщика Тхэ Ина Ю набрал более 33 фунтов (15 кг) и побрил голову. Хон Ын Чжон сказала, что первоначальный персонаж по сценарию должен был быть стройным молодым человеком, но во время их первой встречи Ю уже набрал вес, потому что он думал, что это подойдет персонажу, который много занимается физическим трудом. Она вспомнила, что была ошеломлена его внешностью, сказав: «Сначала я его не узнала». После недолгих обсуждений она согласилась, что его физическое преображение будет хорошо смотреться с молчаливым Тхэ Ин, который использовал язык тела для общения. Позже она прислала Ю видеоклип с гориллами для изучения его характера. Она сказала: «Я дала ему видео с гориллой, потому что я гораздо больше описывала поведение, чем эмоции». Хон объяснила причину, по которой она выбрала Ю: «У Ю А Ина явно был тот мальчишеский образ, который был нужен Тхэ Ину. [...] Он не только превосходен в актерской игре, но и обладает образом, который создает время и пространство вокруг повествования. Благодаря ему в „Голосе тишины“ появилась атмосфера, больше похожая на фантазию, и хотя я опасалась, что у персонажа не будет линий, его характерная фактура заполнила фильм, не оставив пустоты, несмотря на отсутствие линий». Она похвалила его за вклад в создание персонажа, сказав: «Интерпретация персонажа Ю А Ином была новой и яркой, выходящей за рамки сценария. [...] благодаря его идеям и предложениям у меня был опыт открытия и изучения аспектов Тхэ Ина, персонажа, которого я создала в сценарии, которые до тех пор были мне неизвестны. [...] В конечном счете, на свет появился Тхэ Ин, который отличался от того, что ощущалось на стадии написания сценария».
Игра Ю было высоко оценено критиками. Дженни Кермоуд из Eye of Film написала: «Фильм, в котором больше внимания уделяется характеру, чем сюжету, выигрывает от хорошей актерской игры со всех сторон [...] Однако именно Ю является выдающимся актером, который проводит своего персонажа по замечательной траектории». Никки Бауган из Screen International написал в своем обзоре Международного кинофестиваля «Фантазия»: «Работая без диалогов, Ю А Ин сопротивляется легкому искушению экстремального физического самовыражения; вместо этого он демонстрирует сдержанность в своих движениях, передавая душераздирающее отсутствие у Тхэ Ина выбора в его понуром выражении лица, опущенных глазах, отчаянных попытках скрыть пятна крови в пыли». Ник Аллен из Roger Ebert был столь же позитивен, сказав: «Ю А Ин из „#живой“, дающего захватывающее, насыщенное представление». Джек Кэмерон написал для журнала Film Magazine: «Ю А Ин, который был так великолепен в „Пылающемм“, так же силен и здесь, передавая все с помощью своего очень выразительного языка тела и нарочито пассивной мимики. Его дыхание и хрюканье часто привлекают ваше внимание сильнее, чем некоторые письменные диалоги».
За свои роли в фильмах «#живой» и «Голос тишины» Ю был назван «Актером года» на церемонии вручения премии Cine 21 в 2020 году. За свою роль в фильме «Голос тишины» он получил награды «Лучшая мужская роль второго плана» и «Популярная звезда» на 41-й кинопремии «Голубой дракон», и стал вторым актером, дважды получившим награду за лучшую мужскую роль до сорока лет, после Соль Гён Гу. Он также получил награду за лучшую мужскую роль в кино на 57-й церемонии вручения премии «Пэксан», премию «Шевалье Нуар» за лучшую мужскую роль на 25-м международном кинофестивале «Фантазия», и награды за лучшую мужскую роль на 30-й церемонии Buil Film Awards и 15-й Азиатской кинопремии соответственно в 2021 году за его роль в фильме «Голос тишины».
Следующей ролью Ю стала роль лидера культа Чон Чжин Су в дораме Ён Сан Хо «Зов ада», который вышел на Netflix в ноябре 2021 года. Мировая премьера сериала состоялась на Международном кинофестивале в Торонто в 2021 году в программе «Прайм-тайм» в сентябре 2021 года и стала первой корейской дорамой, попавшей на фестиваль. Сериал также был показан на 26-м международном кинофестивале в Пусане в недавно созданной программе «Экран», и на 65-м Лондонском кинофестивале BFI в разделе «Острые ощущения» в октябре 2021 года. «Зов ада» стал первым корейским сериалом, который возглавил мировой чарт сериалов Netflix в течение дня после выхода, и возглавил официальный еженедельный чарт Netflix для неанглоязычных телепрограмм. Ю получил признание критиков и зрителей за свою игру, несмотря на то, что он был антагонистом. Ник Аллен написал для RogerEbert: «Ю А Ин превосходен в этой роли, в которой он произносит загадочные слова веры с определенной невозмутимостью в глазах». Эндрю Мюррей из The Outcoming написал: « [...] именно А Ин привлекает к себе всеобщее внимание в роли лидера культа с тихим голосом Чжон Чжин Су. Умело балансируя на грани между угрожающим и очаровательным, этот харизматичный персонаж обладает всем необходимым, чтобы стать запоминающимся антагонистом». Брайан Таллерико из The Playlist был столь же позитивен и написал: «Ю А Ин, также сыгравший в хите Netflix „#живой“, - такой увлекательный молодой актер, который действительно понимает, о чем должен быть фильм «Зов ада», что шоу страдает, когда он его покидает». Зоша Миллман из Polygon писал: «Ю А Ин особенно вдохновляет на подбор актеров, позволяя своему руководителю быть столь же добродетельным, сколь и изворотливым, непоколебимым в своем сдержанном фанатизме. Именно на его плечах остальные актеры могут играть свои роли, не чувствуя себя просто втянутыми». Хидзир Джунаини из NME написал: «Его спокойное поведение противоречит тревожной напряженности, а игра Ю А Ина в роли главного злодея сериала невероятно завораживает».
В 2022 году Ю сыграл лидера «Высшей команды Сангедона» в криминальной комедии Netflix «Сеульская атмосфера» с Ким Сон Гёном, Чон Ун Ином и Мун Со Ри в главных ролях. Несмотря на неоднозначные отзывы о фильме, игра Ю получила высокую оценку критиков. Дивья Маллади из Digital Mafia Talkies написала: «Ю А Ин в роли Дон Ука придал своему персонажу такую степень правдоподобия, что его слепая смелость была уравновешена проницательным расчетливым характером». Прамит Чаттерджи написал для High On Films: «Ю А Ин, несомненно, здесь главная звезда, и именно он устраивает большую часть фейерверков.».
Ю сыграет главную роль в фильме «Матч» вместе с Ли Бен Хоном, сыграв южнокорейского профессионального игрока в го Ли Чхан Хо. Фильм планируется выпустить на Netflix в 2023 году. Он также сыграет безработного, обладающего сверхспособностями, в фантезийном фильме Кан Хен Чхоля «Дай пять» вместе с Ра Ми Ран и сыграет главную роль в апокалиптической драме Netflix «Прощай, Земля», основанной на романе Котаро Исаки «Последний дурак», режиссер Ким Джин Мин.

## Другая деятельность

### Studio Concrete
Ю является представителем, куратором и креативным директором Studio Concrete; творческий коллектив, основанный в 2014 году группой художников, родившихся в 1980-х годах. Ю и его друзья основали Studio Concrete с миссией «создания здоровой системы поддержки для будущих поколений креативщиков». Группа участвует в ряде творческих проектов, включая планирование выставок и рекламы, графический дизайн, разработку продуктов и художественное сотрудничество. Ателье группы, расположенное в реконструированном старом таунхаусе в Ханнам-Доне, функционирует как культурный комплекс и включает в себя галерею, кафе и магазин. В этом пространстве ежемесячно проводятся бесплатные выставки и мероприятия, на которых представлены работы начинающих местных и международных художников.
Посредством выставок Studio Concrete Ю демонстрирует свою поддержку ЛГБТ-сообществу, либеральным феминисткам, Корейскому фонду борьбы с детской лейкемией и другим группам меньшинств. В дополнение к ежегодному благотворительному базару Studio Concrete для детей, художественная галерея каждый месяц проводит новые мероприятия для различных групп. В 2017 году Studio Concrete сотрудничала с Diesel в рамках глобальной кампании «Стройте любовь, а не стены» в Сеуле. В галерее также проводились феминистская книжная ярмарка и дискуссионные мероприятия и «Драматическое чтение драг-квин». В 2018 году Studio Concrete выпустила короткометражный документальный фильм «Интервью» для глобальной кампании Diesel «Hate Couture», направленной против кибербуллинга. Все средства, вырученные от продажи бренда, были направлены на программы по борьбе с травлей. В том же году галерея сотрудничала с журналом W Korea в рамках кампании «Повышение осведомленности о раке молочной железы». Вырученные от продажи вещи средства были переданы Корейскому фонду борьбы с раком молочной железы. В следующем году Studio Concrete выступила сопродюсером 12 серий специального ток-шоу KBS1 «Do-ol Ah-in Going All Directions», посвященного 100-летию Движения первого марта.
Среди международных художников, которые проводили свои персональные выставки в Studio Concrete, - Даниэль Цезарь, Жан Жюльен, Жоан Корнелья, и Эрик Джойнер. С 2016 года Studio Concrete также сотрудничает с диджеем Peggy Gou. До 2019 года Studio Concrete провела 16 персональных выставок, 18 совместных выставок, 2 выставки по специальным приглашениям и проекты художественного сотрудничества с Национальным музеем современного искусства, Diesel, Budweiser, Absolut Vodka, Dunkin Donuts, CNCity Energy и другими.

### Благотворительность
В 2013 году Ю пожертвовал деньги на кампанию под названием «Я против несправедливого распределения детского питания» через Beautiful Foundation. Он помог Фонду Beautiful Foundation увеличить сбор средств на 22%, таким образом, осталось всего 1%, и сумма составила 350 миллионов вон. Фонд опубликовал его письмо с призывом к участию, и вскоре после этого сбор средств превысил поставленную цель.
В 2014 году Ю запустил местную линию одежды «Newkids Nohant» для создания футболок на тему хангыля. Затем он пожертвовал прибыль в размере 100 миллионов вон, полученную от продажи линии одежды, открыв в 2015 году благотворительный фонд «Newkids Yoo Ah In». Средства фонда будут использованы для оплаты обучения в колледже и расходов на образование для студентов, которые посещают колледж, проживая в центрах по уходу за детьми или после покидания этих центров. 18 апреля 2014 года Ю незаметно присоединился к Усилиям по спасению парома «Севоль» после трагедии с затонувшим паромом «Севоль», и тайно отправлял припасы членам семей пропавших пассажиров в Чиндо.
С 2015 года Ю и его художественная галерея Studio Concrete проводят ежегодный благотворительный базар в честь Дня детей и жертвуют все доходы от базара Корейскому фонду борьбы с детской лейкемией. В 2016 году он пожертвовал билеты в музеи на сумму 40 миллионов вон для детей из малообеспеченных семей.
Ю – первый азиатский актер, ставший глобальной моделью Diesel. В сентябре 2018 года Ю присоединился к глобальной кампании Diesel «Hate Couture», чтобы выступить против кибербуллинга. 20 сентября 2018 года Ю и его творческая группа Studio Concrete выпустили короткометражный документальный фильм «Интервью» для кампании. «Интервью» было снято в форме фальшивого документального фильма, который редко можно увидеть в жанре фильмов о моде. Ю выступил в качестве креативного директора и самого главного героя. Средства, вырученные от продажи изделий бренда, будут направлены на поддержку программ по борьбе с травлей.
С 2012 года Ю поддерживает кампании по информированию о раке молочной железы в рамках ежегодных кампаний Amore Pacific Group и журнала W Korea, таких как «Марафон любви с розовой лентой» и «Люби свою W». В январе 2017 года Ю совместно с известным скульптором Осангом Гвоном (Osang Gwon) создал кубистическую скульптуру размером с бюст, символизирующую кампанию по информированию о раке молочной железы «Люби свою W». 26 октября 2018 года Ю и его группа художников Studio Concrete сотрудничали с W Korea в провели 13-ю ежегодную кампанию «Люби свою W», разработав набор специальных футболок и подняв тему женщины и красоты для фотовыставки под названием «Люби свою W». Доходы от выставки были переданы Корейскому фонду борьбы с раком молочной железы.

## Публичный имидж
Считающийся одним из самых откровенных и политически настроенных корейских актеров своего поколения, Ю привлек внимание СМИ в конце 2012 года, когда он опубликовал в Твиттере резкую критику в адрес Ан Чхоль Су, снявшегося с президентской гонки. Он также раскритиковал возрастной ценз на концерт Леди Гаги в Сеуле, который сначала продавался как PG-13, но позже был изменен на PG-18. 19 ноября 2016 года Ю принял участие в крупнейшем массовом митинге, призывающем к отставке президента Пак Кын Хе.
Ю называет себя феминистком. В феврале 2016 года высказывания Ю о женщинах-режиссерах во время рекламы его фильма «Лайкни меня» привлекли внимание СМИ. Ю сказал: «Я хочу работать с женщиной-режиссером. Когда люди говорят о женщинах-режиссерах, они всегда ставят слово «женщина» перед словом «режиссер», хотя и не ставят «мужчина» в отношении режиссеров-мужчин. Это может означать, что женщины особенные, но на самом деле женщины часто проигрывают в обществе из-за своего пола. Я хочу придать им вес, и мне также интересно поработать с ними». Ю также высказал феминистское мнение о фильме: «Этот фильм отражает стереотипное восприятие женщин, которое глубоко укоренилось в корейском обществе. Когда мужчина высказывает свое мнение, его считают уверенным в себе и хладнокровным, но когда женщина делает то же самое, ее называют очень самоуверенной. Эта часть попала мне прямо в сердце». В феврале 2017 года Ю заявил: «Я тоже феминист, поскольку все мы стремимся к равенству. Таким образом, тот, кто хочет жить в мире, где его не маргинализируют, не преследуют и не причиняют боли из-за его собственных качеств, на самом деле является феминистком по собственному выбору».
В конце 2017 года Ю опубликовал в Твиттере резкую критику в адрес радикального феминистского сообщества Megalia, в результате чего его обвинили в том, что он допускал агрессивные высказывания, свойственные типичному корейцу с патриархальными взглядами. Ю опроверг это утверждение. В марте В 2018 году он опубликовал короткий, немой, без титров ролик, на котором несколько человек были связаны и сожжены заживо, а окружающие просто наблюдали за ними. Пользователи сети быстро предположили, что видео указывает на движение «MeToo» в Южной Корее как на охоту на ведьм. В интервью Би-би-си в мае 2018 года Ю сказал: «Феминизм - это самое важное движение за права человека на сегодняшний день». И еще: «Существует структура „мужчины - дискриминаторы женщин“ и „женщины - жертвы”. Мы должны сосуществовать в этом мире, и я считаю, что способы достижения этого должны обсуждаться менее агрессивно и более мирно». В своем ток-шоу «Do-ol Ah-in Going All Directions», в январе 2019 года, размышления Ю о гендерной войне, происходящей в Южной Корее, и его поддержка меньшинств привлекли внимание средств массовой информации: «Те, у кого есть власть или корыстные интересы, никогда не прислушивались к рациональному голосу слабых и меньшинства. Рассматривая причины появления таких агрессивных и даже склонных к насилию голосов, я думаю, что это связано с тем, что наше общество пока не принимает разумные, честные и искренние требования. Однако, если мы сделаем шаг в сторону от иррациональных насильственных голосов, я думаю, у нас появится возможность изменить общество.».
Ю участвовал в рекламных кампаниях международных брендов, таких как McCafé, Diadora, Diesel, Cartier, Absolut Vodka, Calvin Klein, Burberry, Birkenstock, Burger King, и Puma. Он первый азиатский актер, ставший мировой моделью Diesel, и первый корейский актер, ставший послом бренда Cartier корейского происхождения. Ю также первый кореец и единственная азиатская знаменитость, что был выбран мировым послом кампании Calvin Klein «Я говорю свою правду» в 2019 году, и был выбран Риккардо Тиши в качестве единственного мужчины-посла Burberry в мире с 2019 года. В 2020 году он присоединился к кампании Birkenstock Global Personality campaign вместе с Грейс Коддингтон. В следующем году он внес свой вклад в кампанию Balenciaga и Всемирной продовольственной программы 2021 года «Нулевой голод», пожертвовав все свои гонорары за показ весенней коллекции Balenciaga WFP 2021 на эту кампанию. В ноябре 2022 года Ю был выбран журналом GQ Korea в качестве одного из мужчин года.

## Личная жизнь
У Ю есть две старшие сестры. Помимо управления галереей Studio Concrete art в Ханнам-доне, Ю с 2015 по 2017 год был инвестором и деловым партнером TMI (Too Much Information), корейского ресторана здоровой жареной пищи с грибной кухней в Итэвоне, Сеул.
Ю также был фриланс-писателем. С 2014 по 2016 год он был главным редактором модного журнала Тома Грейхаунда Tom Paper, а также вел несколько колонок для таких журналов, как InStyle Korea и Movieweek. Журнал Ассоциации поэтов Сеула Monthly Poetry оценил его произведения как «красивое, ясное и непорочное дыхание самого себя, это отличается от гламурной жизни актера». Его работы также были замечены издателями и профессиональными писателями.
В свободное время Ю любит готовить для своих знакомых.

### Освобождение от военной службы
В 2017 году Ю обнаружил, что у него опухоль кости, из-за чего он откладывал прохождение обязательной военной службы. Представители Ю заявили, что его симптомы были доброкачественными, а это означало, что доброкачественная опухоль будет оказывать минимальное влияние на его повседневную жизнь и не будет нести риска распространения. 27 июня 2017 года представители Ю объявили, что он был освобожден от военной службы после того, как не прошел пять медицинских осмотров.

### Проблемы с законом

#### Расследования и результаты, связанные с наркотиками
8 февраля 2023 года Ю был допрошен полицией по поводу употребления пропофола, и он поделился более подробной информацией и пообещал сотрудничать со всеми расследованиями, что подтвердило его агентство UAA. Полиция провела обыск и выемку в различных кабинетах врачей и клиниках в районах Каннам и Йонсан в Сеуле, которые подозреваются в незаконном введении пропофола Ю с начала 2021 года. Позже полиция запретила Ю покидать страну. 10 февраля полиция официально объявила, что анализ мочи Ю дал положительный результат на марихуану и отрицательный на пропофол. Результаты анализа его волос были обнародованы 23 февраля. Поскольку заявления полиции привлекли внимание общественности, рекламодатели быстро сняли свои рекламные объявления с участием Ю, в которые, по данным Korea's Daily, входили популярные международные бренды, такие как фармацевтическая компания и китайский модный бренд. Скандал с наркотиками также повлиял на его предстоящие проекты, включая фильм Netflix «Матч», который должен был выйти в первой половине 2023 года, но был временно отложен, «Дай пять», находящийся в стадии постпродакшена, и сериал Netflix «Прощай, Земля», выход которого запланирован на 26 апреля, 2024. 23 февраля полиция объявила, что результат детального анализа волос Ю дал положительный результат на пропофол. Предыдущий тест на наркотики также дал положительный результат на марихуану.
1 марта 2023 года было объявлено, что анализ его волос также выявил наличие в них примесей кокаина и кетамина.
3 сентября 2024 года Ю был приговорен к одному году тюремного заключения за систематическое употребление запрещенных наркотиков и немедленно помещен под стражу со штрафом в размере 2 миллионов вон.
После скандала Ю был исключен из второго сезона «Зов ада» и заменен актером Ким Сон Чхолем.

#### Расследования и результаты, связанные с сексуальным насилием
26 июля 2024 года 30-летний мужчина подал заявление о возбуждении уголовного дела должностным лицам полицейского участка Йонсан о том, что Ю якобы изнасиловал его, когда он спал в одном из офисных помещений в районе Йонсан, Сеул, 14 июля. Сообщалось, что либо он принадлежит им обоим, либо на месте происшествия присутствовали другие мужчины. Адвокат Ю опроверг эти обвинения, и они являются необоснованными.
19 сентября 2024 года с Ю были сняты обвинения в сексуальном насилии над однополым партнером из-за отсутствия доказательств.

## Фильмография

### Кино
| Год  | Название                                             | Оригинальное название                            | Роль                 | Примечания                     | Источник                |
| ---- | ---------------------------------------------------- | ------------------------------------------------ | -------------------- | ------------------------------ | ----------------------- |
| 2006 | Парни завтрашнего дня                                | 우리에게 내일은 없다                             | Чон Чондэ            |                                | [ 272 ]                 |
| 2007 | Семейные тайны Симов                                 | 좋지 아니한가                                    | Сим Юнтхэ            |                                |                         |
| 2008 | Кондитерская «Антик»                                 | 서양골동양과자점 앤티크                          | Ян Кибом             |                                |                         |
| 2009 | Небо и море                                          | 하늘과 바다                                      | Джин Гу              |                                |                         |
| 2011 | Удар                                                 | 완득이                                           | До Вандук            |                                |                         |
| 2013 | Железный                                             | 깡철이                                           | Чёль                 |                                |                         |
| 2014 | Первый спутник и пятнистая корова                    | 우리별 일호와 얼룩소                             | Ко Кёнчун/Корова     | озвучка                        |                         |
| 2014 | Изящная ложь                                         | 우아한 거짓말                                    | Чу Санбак            |                                |                         |
| 2015 | Ветеран                                              | 베테랑                                           | Чо Тэо               |                                |                         |
| 2015 | Садо                                                 | 사도                                             | Наследный принц Садо |                                |                         |
| 2016 | Лайкни меня                                          | 좋아해줘                                         | Но Джину             |                                |                         |
| 2016 | CCRT Aerospace : Episode 1 Fragile : The Other Space | CCRT Aerospace : Episode 1 Fragile : 경계의 저편 | Man                  | короткометражка также продюсер |                         |
| 2018 | Пылающий                                             | 버닝                                             | Ли Чонсу             |                                |                         |
| 2018 | Интервью                                             | The Interview                                    | самого себя          | короткометражка также продюсер |                         |
| 2018 | Дефолт                                               | 국가부도의 날                                    | Юн Чонхак            |                                | [ 273 ]                 |
| 2019 | Отправитель неизвестен                               | 隔空投送                                         | самого себя          | китайская короткометражка      | [ 274 ]                 |
| 2020 | #живой                                               | 살아있다                                         | Джун У               |                                |                         |
| 2020 | Голос тишины                                         | 소리도 없이                                      | Тэ Ин                |                                | [ 275 ]                 |
| 2020 | Сеульская атмосфера                                  | 서울대작전                                       | Дон Ук               | фильм Netflix                  | [ 276 ] [ 277 ] [ 278 ] |
| 2023 | Дай пять                                             | 하이파이브                                       | Ки Дон               | пост-продакшн                  | [ 279 ] [ 280 ]         |
| 2025 | Матч                                                 | 승부                                             | Ли Чхан Хо           |                                | [ 281 ]                 |

### Телевидение
| Год       | Название                      | Оригинальное название  | Роль                           | Телеканал | Примечания                                   | Источник |
| --------- | ----------------------------- | ---------------------- | ------------------------------ | --------- | -------------------------------------------- | -------- |
| 2003      | Честная жизнь                 | 똑바로 살아라          | Человек №2                     | SBS       | эпизод №164                                  |          |
| 2004–2005 | На острие                     | 반올림                 | Ю А Ин                         | KBS2      | 57 эпизодов                                  |          |
| 2004      | Апрельский поцелуй            | 4월의 키스             | 16-летний Кан Джэсоп           | KBS2      | эпизод №1                                    |          |
| 2005      | Си Ын и Су Ха                 | 드라마시티 – 시은&수하 | Ли Минсук                      | KBS2      |                                              |          |
| 2008      | Могучий Чхиль У               | 최강칠우               | Хёксан / Ким Хёк               | KBS2      | 19 эпизодов                                  |          |
| 2009      | Убеждённый холостяк           | 결혼 못하는 남자       | Пак Хёнкю                      | KBS2      | 16 эпизодов                                  |          |
| 2010      | Скандал в Сонгюнгване         | 성균관 스캔들          | Мун Джэсин                     | KBS2      | 20 эпизодов                                  |          |
| 2012      | Король моды                   | 패션왕                 | Кан Ёнгуль                     | SBS       | 20 эпизодов                                  |          |
| 2013      | Чан Ок Чон — жизнь ради любви | 장옥정, 사랑에 살다    | Сукчон                         | SBS       | 24 эпизода                                   |          |
| 2014      | Тайный роман                  | 밀회                   | Ли Сончжэ                      | jTBC      | 16 эпизодов                                  |          |
| 2014      | Найти настоящую любовь        | 연애의 발견            | Студент класса деревообработки | KBS2      | камео, эпизод №16                            | [ 282 ]  |
| 2015–2016 | Шесть взлетающих драконов     | 육룡이 나르샤          | Тхэджон                        | SBS       | 50 эпизодов                                  |          |
| 2016      | Потомки солнца                | 태양의 후예            | Банковский кассир Ум Хонсик    | KBS2      | камео, эпизод №13                            | [ 283 ]  |
| 2017      | Чикагская печатная машинка    | 시카고 타자기          | Хан Сечжу / Со Хвиён           | tvN       | также Чикагская пишущая машинка; 16 эпизодов |          |
| 2021      | Зов ада                       | 지옥                   | Чон Джинсу                     | Netflix   | 6 эпизодов                                   | [ 284 ]  |
| 2023      | Прощай, Земля                 | 종말의 바보            | Ха Юнсан                       | Netflix   | также Судный день дурака                     | [ 285 ]  |

### ТВ-шоу

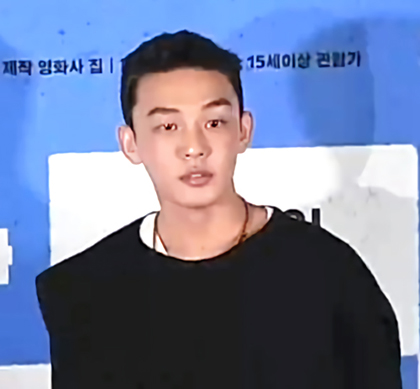
Ю А Ин на пресс-конференции по фильму «#живой» в 2020 году

| Год  | Название                         | Телеканал | Роль                                  | Примечания                                                 | Источник |
| ---- | -------------------------------- | --------- | ------------------------------------- | ---------------------------------------------------------- | -------- |
| 2011 | Ю А-ин запускает мою жизнь       | Mnet      | самого себя, музыкальный куратор      | реалити-шоу о моде и бизнесе                               | [ 286 ]  |
| 2014 | Ван Дэк, который хочет летать    | KBS1      | рассказчик                            | документальное шоу                                         | [ 287 ]  |
| 2017 | Июньская история                 | KBS1      | рассказчик                            | Документальный фильм, посвященный 30-летию июньской борьбы | [ 289 ]  |
| 2018 | Очевидцы Сирии                   | SBS       | рассказчик                            | Документальное шоу                                         | [ 290 ]  |
| 2019 | Do-ol Ah-in Going All Directions | KBS1      | Ведущий, соавтор сценария, сопродюсер | Специальное шоу, посвященное 100-летию Движению 1-го марта | [ 291 ]  |

### Музыкальные клипы
| Год  | Название композиции  | Артист     | Источник        |
| ---- | -------------------- | ---------- | --------------- |
| 2004 | "Footprints"         | T.O        | [ 292 ]         |
| 2012 | "Only One"           | БоА        | [ 293 ]         |
| 2016 | "ㅎㅎㅎ (Heung-boo)" | Peggy Gou  | [ 294 ]         |
| 2019 | "Starry Night"       | Peggy Gou  | [ 295 ] [ 296 ] |
| 2021 | "자유 (Jayu)"        | Se So Neon | [ 297 ]         |

### Видеоигры
| Год  | Название         | Роль       | Компания  | Примечание            | Источник        |
| ---- | ---------------- | ---------- | --------- | --------------------- | --------------- |
| 2016 | Knights of Night | Бейн, Руна | Netmarble | также захват движения | [ 298 ] [ 299 ] |

## Награды и номинации
| Награда | Год  | Категория                                                                         | Работа                                                           | Результат |
| --- | ---- | --------------------------------------------------------------------------------- | ---------------------------------------------------------------- | --------- |
| Азиатская кинопремия | 2016 | Награда следующему поколению                                                      | Ветеран; Садо                                                    | Номинация |
| Азиатская кинопремия | 2019 | Лучшая мужская роль                                                               | Пылающий                                                         | Номинация |
| Азиатская кинопремия | 2021 | Лучшая мужская роль                                                               | Голос тишины                                                     | Победа    |
| Кинопремия «Большой колокол» | 2015 | Лучшая мужская роль                                                               | Ветеран                                                          | Номинация |
| Кинопремия «Большой колокол» | 2015 | Лучшая мужская роль                                                               | Садо                                                             | Номинация |
| Кинопремия «Большой колокол» | 2018 | Лучшая мужская роль                                                               | Пылающий                                                         | Номинация |
| Кинопремия «Голубой дракон» | 2007 | Лучший новый актёр                                                                | Семейные тайны Шимов                                             | Номинация |
| Кинопремия «Голубой дракон» | 2015 | Лучшая мужская роль                                                               | Садо                                                             | Победа    |
| Кинопремия «Голубой дракон» | 2018 | Лучшая мужская роль                                                               | Пылающий                                                         | Номинация |
| Кинопремия «Голубой дракон» | 2021 | Лучшая мужская роль                                                               | Голос тишины                                                     | Победа    |
| Кинопремия «Голубой дракон» | 2021 | Награда «Популярная звезда»                                                       | Голос тишины                                                     | Победа    |
| Премия «Пэксан» | 2014 | Лучшая мужская роль — телевидение                                                 | Тайный роман                                                     | Номинация |
| Премия «Пэксан» | 2016 | Гранд-приз (Дэсан) за фильм                                                       | Ветеран; Садо                                                    | Номинация |
| Премия «Пэксан» | 2016 | Лучшая мужская роль — кино                                                        | Садо                                                             | Номинация |
| Премия «Пэксан» | 2016 | Лучшая мужская роль — телевидение                                                 | Шесть взлетающих драконов                                        | Победа    |
| Премия «Пэксан» | 2019 | Лучшая мужская роль — кино                                                        | Пылающий                                                         | Номинация |
| Премия «Пэксан» | 2021 | Лучшая мужская роль — кино                                                        | Голос тишины                                                     | Победа    |
| Премия Asia Artist Awards | 2016 | Гранд-приз (Дэсан) актеру года на ТВ                                              | Шесть взлетающих драконов                                        | Номинация |
| Премия Asia Artist Awards | 2021 | Гранд-приз (Дэсан) актеру года в кино                                             | Голос тишины                                                     | Победа    |
| Премия Asia Artist Awards | 2021 | Знаменитость Азии (актёр)                                                         | Голос тишины                                                     | Победа    |
| Director's Cut Awards | 2008 | Лучший новый актёр                                                                | Кондитерская «Антик»                                             | Победа    |
| Director's Cut Awards | 2022 | Лучшая мужская роль (кино)                                                        | Голос тишины                                                     | Номинация |
| Director's Cut Awards | 2022 | Лучшая мужская роль (ТВ)                                                          | Зов ада                                                          | Номинация |
| KBS Drama Awards | 2010 | Лучший новый актёр                                                                | Скандал в Сонгюнгване                                            | Номинация |
| KBS Drama Awards | 2010 | Лучшая пара совместно с Сон Джунги                                                | Скандал в Сонгюнгване                                            | Победа    |
| SBS Drama Awards | 2012 | Награда за выдающиеся достижения, актёр мини-сериала                              | Король моды                                                      | Номинация |
| SBS Drama Awards | 2012 | Лучшая пара совместно с Син Сегён                                                 | Король моды                                                      | Номинация |
| SBS Drama Awards | 2013 | Награда за выдающиеся достижения, актёр сериала средней длины                     | Чан Ок Чон — жизнь ради любви                                    | Номинация |
| SBS Drama Awards | 2013 | Лучшая пара совместно с Ким Тхэхи                                                 | Чан Ок Чон — жизнь ради любви                                    | Номинация |
| SBS Drama Awards | 2015 | Гранд-приз (Дэсан)                                                                | Шесть взлетающих драконов                                        | Номинация |
| SBS Drama Awards | 2015 | Награда за выдающиеся достижения, актёр в драматическом сериале                   | Шесть взлетающих драконов                                        | Победа    |
| SBS Drama Awards | 2015 | Премия продюсера                                                                  | Шесть взлетающих драконов                                        | Номинация |
| SBS Drama Awards | 2015 | Лучшая пара совместно с Син Сегён                                                 | Шесть взлетающих драконов                                        | Победа    |
| SBS Drama Awards | 2015 | Топ-10 звёзд                                                                      | Шесть взлетающих драконов                                        | Победа    |
| Korea Drama Awards | 2014 | Награда за выдающиеся достижения, актёр                                           | Тайный роман                                                     | Номинация |
| APAN Star Awards | 2014 | Награда за выдающиеся достижения, актёр мини-сериала                              | Тайный роман                                                     | Номинация |
| APAN Star Awards | 2022 | Награда за выдающиеся достижения, актёр драматического сериала потокового вещания | Зов ада                                                          | Номинация |
| APAN Star Awards | 2022 | Награда за популярность                                                           | Зов ада                                                          | Номинация |
| Корейская премия в области охраны окружающей среды и развития сообщества                                                                       | 2013 | Люди, которые сделали мир ярче (категория «Вещание/развлечения»)                  | Люди, которые сделали мир ярче (категория «Вещание/развлечения») | Победа    |
| Mnet 20's Choice Awards | 2011 | Hot 20's Voice                                                                    | Hot 20's Voice                                                   | Победа    |
| Mnet 20's Choice Awards | 2011 | Hot Style Icon                                                                    | Hot Style Icon                                                   | Номинация |
| Mnet 20's Choice Awards | 2012 | 20's Movie Actor                                                                  | Удар                                                             | Номинация |
| Mnet 20's Choice Awards | 2012 | 20's Style                                                                        | 20's Style                                                       | Номинация |
| Style Icon Awards | 2011 | Бонсан («Главная награда»)                                                        | Бонсан («Главная награда»)                                       | Победа    |
| Style Icon Awards | 2016 | Бонсан («Главная награда»)                                                        | Бонсан («Главная награда»)                                       | Победа    |
| KOFRA Film Awards | 2012 | Награда «Открытие»                                                                | Удар                                                             | Победа    |
| Buil Film Awards | 2012 | Лучшая мужская роль                                                               | Удар                                                             | Номинация |
| Buil Film Awards | 2018 | Лучшая мужская роль                                                               | Пылающий                                                         | Номинация |
| Buil Film Awards | 2021 | Лучшая мужская роль                                                               | Голос тишины                                                     | Победа    |
| A-Awards (Arena Homme + and Audi Korea) | 2010 | Style award                                                                       | Style award                                                      | Победа    |
| Gonews Netizen Entertainment Awards | 2004 | Лучший новый актёр в драматическом сериале                                        | На острие                                                        | Номинация |
| Pierson Youth Film Festival | 2007 | Лучший новичок, май месяц                                                         | Парни завтрашнего дня                                            | Победа    |
| Pierson Youth Film Festival | 2007 | Лучший новый актёр                                                                | Парни завтрашнего дня                                            | Победа    |
| Busan Film Critics Awards | 2007 | Лучший новый актёр                                                                | Парни завтрашнего дня                                            | Победа    |
| Примечание: В случае, когда графы «Категория» и «Работа» объединены означает лишь то, что награда присуждается непосредственно самому Ю А Ину. |      |                                                                                   |                                                                  |           |